# پاتریک مولدن
پاتریک مولدن (به انگلیسی: Patrick Muldoon) (زاده ۲۷ سپتامبر ۱۹۶۸) بازیگر آمریکایی است.
از فیلم‌های معروف او می‌توان به بازی در فیلم سربازان سفینه اشاره کرد.